# Hipoteza błądzenia losowego
Hipoteza błądzenia losowego (ang. random walk hypothesis) – pojęcie z dziedziny finansów podobne do hipotezy rynku efektywnego, które mówi, że cena instrumentu finansowego jest generowana przez proces stochastyczny zwany błądzeniem losowym. Oznacza to, że cena instrumentu finansowego w przyszłym okresie równa jest sumie ceny z poprzedniego okresu oraz zmiennej losowej o wartości oczekiwanej równej zero.
Hipoteza błądzenia losowego została po raz pierwszy wysunięta w 1900 roku przez francuskiego ekonomistę Louisa Bacheliera, a rozpropagowana przez Burtona Malkiela w wydanej w 1973 roku książce zatytułowanej A Random Walk Down Wall Street. Książka ta doczekała się co najmniej 23 wydań, w tym również po polsku pod tytułem Błądząc po Wall Street. Dlaczego nie można wygrać z rynkiem?
Hipoteza błądzenia losowego ma również swoich przeciwników. Na przykład Andrew Lo i Archie MacKinlay wydali książkę zatytułowaną A Non-Random Walk Down Wall Street, w której podają argumenty przeciwko tej hipotezie.

## Literatura dodatkowa
- Burton G. Malkiel: Błądząc po Wall Street. Dlaczego nie można wygrać z rynkiem?. WIG Press, 2003. ISBN 83-87014-10-9. Brak numerów stron w książce